# Psiloderces egeria
Psiloderces egeria is een spinnensoort uit de familie Psilodercidae. De soort komt voor in de Filipijnen.